# Eduardo Gonzalo
Gonzalo  Ramírez est un nom espagnol. Le premier nom de famille, en général paternel, est Gonzalo ; le second, en général maternel, souvent omis, est Ramírez.
Eduardo Gonzalo Ramírez est un  coureur cycliste espagnol né le 25 août 1983 à  Mataró. Il a commencé sa carrière professionnelle en 2006 dans l'équipe Agritubel jusqu'au retrait de celle-ci fin 2009. Il rejoint l'équipe Bretagne-Schuller en 2010. Chez les amateurs, il remporte en 2005 la course par étapes la plus importante en France, la Ronde de l'Isard d'Ariège ainsi que le Trofeo ACM au Portugal.

## Biographie
Il remporte la Ronde de l'Isard d'Ariège en 2005, une course par étapes très montagneuse réservée aux espoirs (moins de 23 ans). Il s'engage en 2006, avec l'équipe française Agritubel. Il s'adjuge une étape du Circuit de Lorraine et du Rhône-Alpes Isère Tour dès sa première saison. 
Il fut le premier coureur à abandonner le Tour de France 2007 après avoir traversé le pare-brise arrière d'une voiture suiveuse.
Après quatre saisons chez Agritubel, l'équipe s'arrête en 2009. Il rejoint alors pour un an l'équipe continentale Bretagne-Schuller. En manque de résultats, il n'est pas conservé par l'équipe Bretagne-Schuller pour la saison 2011. Il rejoint en 2011 l'équipe continentale VC La Pomme Marseille.

## Palmarès
- 2004
  - 3e étape du Cinturó de l'Empordà
- 2005
  - Classement général de la Ronde de l'Isard d'Ariège
- 2006
  - 3e étape du Circuit de Lorraine
  - 3e étape du Rhône-Alpes Isère Tour
  - 2e du Rhône-Alpes Isère Tour
  - 3e du Circuit de Lorraine
- 2007
  - 3e du Circuit de Lorraine

## Résultats sur le Tour de France
- 2006 : 117e
- 2007 : abandon (1re étape)
- 2008 : 39e
- 2009 : abandon (8e étape)

## Classements mondiaux
| Année           | 2005 | 2006 | 2007 | 2008 | 2009 | 2010 |
| --------------- | ---- | ---- | ---- | ---- | ---- | ---- |
| UCI Europe Tour | 276e | 191e | 313e | 650e | 572e | 505e |